# Lista prywatnych przedsiębiorstw przemysłu astronautycznego
Poniższy artykuł zawiera wykaz pozarządowych instytucji i przedsiębiorstw, które obecnie oferują lub zamierzają oferować na rynku sprzęt umożliwiający loty kosmiczne, zarówno załogowe, jak i bezzałogowe.

## Lista skrótów stosowanych w artykule

### Rodzaj orbity
- LEO (Low Earth orbit): niska orbita okołoziemska (powyżej ok. 200 km).
- GTO (Geostationary transfer orbit): orbita eliptyczna o osiach odpowiadających: dłuższa GEO, krótsza LEO.
- GEO (Geostationary Earth orbit): orbita geostacjonarna (kołowa, 35 786 km nad równikiem).
- BEO (Beyond Earth orbit): orbita odleglejsza niż okołoziemska.

### Rodzaj rakiety nośnej ze względu na sposób użytkowania
- LV (Launch vehicle): rakieta nośna.
- ELV (Expendable launch vehicle): rakieta nośna jednokrotnego użytku (tradycyjna wielostopniowa rakieta nośna).
- RLV (Reusable launch vehicle): statek orbitalny wielokrotnego użytku (najczęściej wahadłowiec, np. STS).

### Rodzaj rakiety nośnej ze względu na sposób startu i lądowania
- HTHL (Horizontal take-off, horizontal landing, VTOL): statek poziomego startu i poziomego lądowania (tradycyjna rakieta nośna unosząca kapsułę).
- VTHL (Vertical take-off, horizontal landing, VTOL): statek pionowego startu i poziomego lądowania (tradycyjna rakieta nośna unosząca samolot rakietowy, np. STS).
- VTVL (Vertical take-off, vertical landing, VTOL): statek pionowego startu i pionowego lądowania (samolot rakietowy stanowiący samodzielny system SSTO lub unoszony samolotem-nosicielem tworząc z nim system TSTO).
- SSTSO (Single-stage-to-sub-orbit): jednostopniowy statek suborbitalny.
- SSTO (Single-stage-to-orbit): jednostopniowy statek orbitalny.
- TSTO (Two-stage-to-orbit): dwustopniowy statek orbitalny.

## Producenci

### Statki kosmiczne załogowe i towarowe
Pomimo stosunkowo dużej liczby przedsiębiorstw, które zapowiadają budowę własnych konstrukcji, wiele z nich traktuje te zapowiedzi jako wyłącznie zabieg marketingowy. W poniższym wykazie uwzględniono tylko te projekty, które znajdują się już na odpowiednim etapie ich realizacji.
| Nazwa przedsiębiorstwa                                     | Nazwa statku | Rodzaj statku          | Rakieta nośna          | Osiągi       | Liczba załogi         | Status                      | Uwagi |
| ---------------------------------------------------------- | ------------ | ---------------------- | ---------------------- | ------------ | --------------------- | --------------------------- | --- |
| Blue Origin                                                | New Shepard  | rakieta i statek SSTSO | –                      | suborbitalny | 3                     | operacyjny (12/12)          | [ 1 ] |
| Blue Origin                                                | New Glenn    | rakieta i statek VTVL  | –                      | GTO          |                       | budowana                    | [ 2 ] |
| Boeing                                                     | CST-100      | kapsuła VTVL           | Atlas V                | LEO          | 7                     | testy                       | Pierwszy lot orbitalny z załogą planowany na 2020 r.                                                          |
| Orbital ATK                                                | Cygnus       | kapsuła VTVL           | Antares                | LEO          | –                     | operacyjny                  | Pierwszy lot na orbitę odbył się 18 września 2013                                                             |
| Reaction Engines Limited                                   | Skylon       | samolot rakietowy HTHL | statek SSTO            | LEO          | do 20                 | projektowany                | [ 5 ] |
| Rotary Rocket                                              | Roton        | statek VTVL            | statek SSTO            | LEO          | 2                     | przerwany                   | [ 6 ] |
| Scaled Composites, Virgin Galactic (The Spaceship Company) | SpaceShipOne | samolot rakietowy HTHL | samolot WhiteKnightOne | suborbitalny | 1                     | zakończony (3 udane starty) | [ 7 ] |
| Scaled Composites, Virgin Galactic (The Spaceship Company) | SpaceShipTwo | samolot rakietowy HTHL | samolot WhiteKnightTwo | suborbitalny | 8                     | testy                       | [ 8 ] |
| Sierra Nevada Corp.                                        | Dream Chaser | samolot rakietowy VTHL | Atlas V                | LEO          | w wersji załogowej: 7 | testy                       | [ 9 ] |
| SpaceX                                                     | Dragon       | kapsuła VTVL           | Falcon 9               | LEO          | –                     | operacyjny                  | Od 2012 roku wykorzystywany w celu dostarczania zaopatrzenia na ISS. Do 2020 roku odbyło się 19 takich misji. |
| SpaceX                                                     | Crew Dragon  | kapsuła VTVL           | Falcon 9               | LEO          | 7                     | testy                       | Na początek 2020 roku planowany jest pierwszy testowy załogowy lot na międzynarodową stację kosmiczną.        |
| SpaceX                                                     | Starship     | rakieta i statek VTVL  | Super Heavy            | Mars         | ~100                  | budowana                    | W 2019 roku przeprowadzono lot pierwszego prototypu na wysokość 150 metrów.                                   |

### Stacje kosmiczne
| Nazwa przedsiębiorstwa | Nazwa stacji | Rodzaj stacji      | Objętość użyteczna | Liczba załogi | Status                                                | Uwagi         |
| ---------------------- | ------------ | ------------------ | ------------------ | ------------- | ----------------------------------------------------- | ------------- |
| Bigelow Aerospace      | Genesis I    | moduł nadmuchiwany | 11,5 m³            | bezzałogowy   | Dwa moduły Genesis I i II znajdują się obecnie na LEO | [ 16 ] [ 17 ] |
| Bigelow Aerospace      | BA 330       | moduł nadmuchiwany | 330 m³             | 6             | projektowany                                          | [ 18 ]        |

### Rakiety nośne
W poniższym wykazie nie uwzględniono rakiet suborbitalnych.
| Nazwa przedsiębiorstwa                 | Nazwa rakiety                       | Typ rakiety             | Liczba stopni  | osiągi            | Status             | Pierwszy start   | Uwagi                         |
| -------------------------------------- | ----------------------------------- | ----------------------- | -------------- | ----------------- | ------------------ | ---------------- | ----------------------------- |
| Blue Origin                            | New Shepard                         | RLV                     | 1              | suborbitalna      | operacyjna (12/12) | 2015             |                               |
| Blue Origin                            | New Glenn                           | ciężka RLV              | 2              | GTO               | budowana           | 2021 (planowana) | [ 19 ]                        |
| Lockheed Martin                        | Venture Star                        | RLV                     | 1              | LEO               | zamknięty          | –                | [ 20 ]                        |
| Orbital ATK                            | Taurus                              | ELV                     | 4              | LEO               | operacyjna(6/9)    | 1989             | [ 21 ]                        |
| Orbital ATK                            | Antares                             | ELV                     | 3              | LEO               | operacyjna         | 2013             | [ 22 ]                        |
| OTRAG (Orbital Transport & Raketen AG) | OTRAG                               | ELV                     | konfigurowalna | LEO               | zamknięty          | 17 maja 1977     | [ 23 ]                        |
| Northrop Grumman Innovation Systems    | Pegasus                             | Startująca z samolotu   | 3 + samolot    | HEO               | operacyjna (39/44) | 1990             | [ 24 ]                        |
| Rocket Lab                             | Ātea                                | Rakieta meteorologiczna | 2              | suborbitalna      | wycofany (1/1)     | 2009             | [ 25 ]                        |
| Rocket Lab                             | Electron                            | lekka ELV               | 2              | LEO               | operacyjna (9/10)  | 2017             | [ 26 ]                        |
| SpaceForest                            | Bigos                               | Rakieta meteorologiczna | 1              | suborbitalna      | operacyjna (5/5)   | 2015             | [ 27 ]                        |
| SpaceForest                            | Candle-2                            | Rakieta meteorologiczna | 1              | suborbitalna      | operacyjna (1/1)   | 2016             | [ 27 ]                        |
| SpaceForest                            | Perun                               | Rakieta meteorologiczna | 1              | suborbitalna      | operacyjna (1/1)   | 2020             | [ 29 ]                        |
| SpaceForest                            | SIR (Suborbital Inexpensive Rocket) | Rakieta meteorologiczna | 1              | suborbitalna      | budowana           | 2022 (planowany) | [ 27 ]                        |
| SpaceX                                 | Falcon 1                            | ELV                     | 2              | LEO               | operacyjna (2/5)   | 2008             | [ 30 ]                        |
| SpaceX                                 | Falcon 9                            | RLV                     | 2              | GTO               | operacyjna (78/79) | 2010             | [ 31 ]                        |
| SpaceX                                 | Falcon Heavy                        | ciężka RLV              | 2,5            | orbita księżycowa | operacyjna (3/3)   | 6 lutego 2018    | [ 32 ]                        |
| SpaceX                                 | Super Heavy                         | superciężka RLV         | 1              | Mars              | budowana           | 2020 (planowany) | Rakieta nośna statku Starship |

### Statki badawcze i demonstratory technologiczne
| Nazwa przedsiębiorstwa | Nazwa statku | przeznaczenie statku | Status                               | Uwagi  |
| ---------------------- | ------------ | -------------------- | ------------------------------------ | ------ |
| Blue Origin            | Goddard      | testowy VTOL         | zakończony                           | [ 33 ] |
| Lockheed Martin        | X-33         | testowy SSTO HTHL    | odwołany                             | [ 34 ] |
| Masten Space Systems   | Xaero        | testowy VTVL         | testy                                | [ 35 ] |
| McDonnell Douglas      | DC-X         | testowy VTVL         | zamknięty (po 11 startach testowych) | [ 36 ] |
| Rotary Rocket          | Roton ATV    | testowy SSTO VTVL    | zamknięty (po 3 startach testowych)  | [ 37 ] |

### Statki wydobywcze
| Nazwa przedsiębiorstwa | Obiekt     | Statek wydobywczy               | Status       | Uwagi  |
| ---------------------- | ---------- | ------------------------------- | ------------ | ------ |
| Planetary Resources    | Planetoidy | Arkyd 100, Arkyd 200, Arkyd 300 | projektowany | [ 38 ] |

### Napędy
| Nazwa przedsiębiorstwa | Nazwa silnika  | Typ silnika                                                             | Zastosowanie                                 | Status           | Uwagi  |
| ---------------------- | -------------- | ----------------------------------------------------------------------- | -------------------------------------------- | ---------------- | ------ |
| Ad Astra Rocket Co.    | VASIMR         | plazmowy                                                                | przyszłe loty międzyplanetarne               | testy prototypów | [ 39 ] |
| Blue Origin            | BE-3           | LH2/LOX                                                                 | New Shepard                                  | stosowany        |        |
| Blue Origin            | BE-4           | LOX/CH4                                                                 | Vulcan, New Glenn                            | opracowywany     |        |
| Reaction Engines Ltd.  | SABRE          | Silnik działającym w atmosferze i w próżni                              | Skylon                                       | testy prototypów | [ 40 ] |
| Sierra Nevada Corp.    | RocketMotorTwo | Silnik hybrydowy (jednocześnie na paliwo ciekłe i stały materiał pędny) | SpaceShipTwo                                 | budowany         | [ 41 ] |
| SpaceX                 | Kestrel        | Ciekły tlen/kerozyna (RP-1)                                             | 2. stopień Falcon 1                          | stosowany        | [ 42 ] |
| SpaceX                 | Merlin 1       | Ciekły tlen/kerozyna (RP-1)                                             | 1. stopień: Falcon 1, Falcon 9, Falcon Heavy | stosowany        | [ 43 ] |
| SpaceX                 | Raptor         | Ciekły tlen/ciekły metan                                                | Opracowywany statek Starship                 | testowany        | [ 44 ] |

## Przedsiębiorstwa organizujące starty satelitów
- Arianespace[45] – Ariane, Vega
- Eurockot Launch Services[46] – Rokot
- International Launch Services[47] – Proton
- ISC Kosmotras[48] – Dniepr
- Orbital ATK – własne rakiety nośne
- Rocket Lab – własne rakiety nośne
- Sea Launch (z oddziałem: Land Launch[49])[50] – Zenit-3SL, Zenit 3SLB
- SpaceX – własne rakiety nośne
- Starsem[51] – Sojuz

## Przedsiębiorstwa organizujące turystykę kosmiczną
| Nazwa przedsiębiorstwa | Kontrakty dla...                                  | Używany statek            | Status                                           |
| ---------------------- | ------------------------------------------------- | ------------------------- | ------------------------------------------------ |
| MirCorp                | –                                                 | Sojuz TM-30, Mir          | nie działa na tym polu po deorbitacji stacji Mir |
| Space Adventures       | Roskosmos (w przyszłości dla Armadillo Aerospace) | statek Sojuz i stacja ISS | aktywny (przeprowadzono loty 7 turystów na ISS)  |
| Virgin Galactic        | Scaled Composites                                 | SpaceShipTwo              | statek w trakcie testów                          |